# Conure d'Emma
Pyrrhura emma
Espèce
Statut de conservation UICN

 LC  : Préoccupation mineure
La Conure d'Emma (Pyrrhura emma), aussi connue en tant que Conure emma, est une espèce d'oiseaux appartenant à la famille des  Psittacidae, autrefois considérée comme une sous-espèce de la Conure leucotique (Pyrrhura leucotis),  voire de la Conure versicolore (Pyrrhura picta).

## Description
Cet oiseau mesure environ 23 cm de longueur pour une masse de 50 g.

## Répartition
Ce oiseau est endémique du Venezuela.

## Habitat
Cet oiseau peuple les forêts montagneuses humides.